# 清潔
| ウィキペディアには「清潔」という見出しの百科事典記事はありません（タイトルに「清潔」を含むページの一覧/「清潔」で始まるページの一覧）。 代わりにウィクショナリーのページ「清潔」が役に立つかもしれません。 |